# Sarcophaga kunonis
Sarcophaga kunonis är en tvåvingeart som först beskrevs av Thomas Pape 1986.  Sarcophaga kunonis ingår i släktet Sarcophaga och familjen köttflugor.
Artens utbredningsområde är Portugal. Inga underarter finns listade i Catalogue of Life.